# Podwiejki
Podwiejki (niem. Podweiken) – część wsi Kornele w Polsce, położona w województwie pomorskim, w powiecie sztumskim, w gminie Stary Dzierzgoń. Wchodzą w skład sołectwa Kornele.
W latach 1975–1998 Podwiejki administracyjnie należały do województwa elbląskiego.
Podwiejki wzmiankowane są w dokumentach z roku 1354, jako dwór szlachecki na 7 włókach, pod nazwą Baudewithen. W roku 1782 odnotowano 7 domów (dymów), natomiast w 1858 w pięciu gospodarstwach domowych było 37 mieszkańców. W latach 1937–39 było 48 mieszkańców. W roku 1973 jako kolonia Podwiejki należały do powiatu morąskiego, gmina Stary Dzierzgoń, poczta Myślice.